# Eishockey-Bundesliga 1979/80
Die Saison 1979/80 der Eishockey-Bundesliga war die 22. Spielzeit der höchsten deutschen Eishockeyliga. Deutscher Meister wurde der Mannheimer ERC, der damit nur zwei Jahre nach dem Wiederaufstieg seinen ersten Meistertitel gewinnen konnte. In die 2. Bundesliga stiegen der ERC Freiburg und der ECD Iserlohn ab, ersetzt wurden die beiden Mannschaften durch den ESV Kaufbeuren und den EHC 70 München.

## Voraussetzungen

### Teilnehmer
Folgende zwölf Vereine nehmen an der Eishockey-Bundesliga 1979/80 teil (alphabetische Sortierung mit Vorjahresplatzierung):
| Klub            | Standort               | Vorjahr           |
| --------------- | ---------------------- | ----------------- |
| VfL Bad Nauheim | Bad Nauheim            | 5.                |
| Berliner SC     | Berlin                 | 3.                |
| Düsseldorfer EG | Düsseldorf             | 4.                |
| Duisburger SC   | Duisburg               | Aufsteiger        |
| ERC Freiburg    | Freiburg               | Aufsteiger        |
| EV Füssen       | Füssen                 | 10.               |
| ECD Iserlohn    | Iserlohn               | 9.                |
| Kölner EC       | Köln                   | Deutscher Meister |
| EV Landshut     | Landshut               | 7.                |
| Mannheimer ERC  | Mannheim               | 6.                |
| SC Riessersee   | Garmisch-Partenkirchen | 2.                |
| SB Rosenheim    | Rosenheim              | 8.                |

### Modus
Im Vergleich zur Vorjahressaison wurden umfangreiche Änderungen am Modus vorgenommen, mit dem Ziel, bis zum Ende der Saison Spannung zu garantieren. Wie im Vorjahr sollten zunächst alle zwölf Teams eine Einfachrunde spielen. Danach begann die Gruppenphase, für die die Mannschaften auf drei Gruppen mit je vier Teams aufgeteilt wurden. Dabei sollte der bisherige Tabellenführer nicht wie bei ähnlichen Modi üblich den leichteren Gegnern, sondern den stärkeren Mannschaften zugeordnet werden. Die Gruppenaufteilung hatte folgendes Aussehen:
Gruppe 1: Erster, Vierter, Siebenter, Zehnter,

Gruppe 2: Zweiter, Fünfter, Achter, Elfter,

Gruppe 3: Dritter, Sechster, Neunter, Zwölfter.

Ziel dieser Gruppenzusammensetzung sollte es sein, das Feld wieder enger zusammenzuführen und Punktabstände zu reduzieren. Nach Abschluss dieser Zwischenrunde erreichten die acht punktbesten Mannschaften die Meisterrunde, in der in einer Einfachrunde unter Mitnahme der Punkte der Deutsche Meister ausgespielt wurde. Die vier Teams mit der schlechtesten Punktzahl mussten in die Abstiegsrunde, wo in einer Doppelrunde zwei Absteiger ermittelt wurden. Um die Spannung bis zum Ende zu erhalten, wurden hier die Punkte nicht mitgenommen, sondern alle vier Mannschaften starteten mit null Punkten.
Der neue Austragungsmodus erfüllte sein vorrangiges Ziel; Meisterschafts- und Abstiegsfrage blieben bis zum Saisonende spannend. Allerdings gab es erhebliche Zweifel an der sportlichen Gerechtigkeit dieser Austragungsart. Dies galt insbesondere für den SC Riessersee, der nach Abschluss der Vorrunde deutlich mit sechs Punkten Vorsprung geführt hatte, welche nach der Zwischenrunde auf nur noch einen Punkt geschmolzen waren, und der schließlich in der Finalrunde vom Mannheimer ERC überholt wurde und auf Platz drei zurückfiel.

## Vorrunde

### Abschlusstabelle
|     | Klub              | Sp | S  | U | N  | Tore    | Punkte |
| --- | ----------------- | -- | -- | - | -- | ------- | ------ |
| 1.  | SC Riessersee     | 22 | 19 | 0 | 3  | 130:48  | 38:6   |
| 2.  | Mannheimer ERC    | 22 | 16 | 0 | 6  | 135:90  | 32:12  |
| 3.  | Düsseldorfer EG   | 22 | 13 | 3 | 6  | 142:84  | 29:15  |
| 4.  | EV Landshut       | 22 | 12 | 2 | 8  | 144:102 | 26:18  |
| 5.  | Berliner SC       | 22 | 12 | 1 | 9  | 123:100 | 25:19  |
| 6.  | Kölner EC (M)     | 22 | 11 | 2 | 9  | 116:95  | 24:20  |
| 7.  | EV Füssen         | 22 | 9  | 2 | 11 | 90:115  | 20:24  |
| 8.  | VfL Bad Nauheim   | 22 | 7  | 4 | 11 | 96:136  | 18:26  |
| 9.  | Duisburger SC (N) | 22 | 7  | 3 | 12 | 102:122 | 17:27  |
| 10. | ECD Iserlohn      | 22 | 6  | 2 | 14 | 78:137  | 14:30  |
| 11. | ERC Freiburg (N)  | 22 | 4  | 3 | 15 | 65:126  | 11:33  |
| 12. | SB Rosenheim      | 22 | 4  | 2 | 16 | 63:129  | 10:34  |

Abkürzungen: Sp = Spiele, S = Siege, U = Unentschieden, N = Niederlagen, (N) = Neuling, (M) = Titelverteidiger

## Zwischenrunde
Die Zwischenrunde wurde in drei Gruppen als Einfachrunde unter Mitnahme der Vorrundenpunkte ausgespielt.

### Gruppe 1
|    | Klub          | Sp | S  | U | N  | Tore    | Punkte |
| -- | ------------- | -- | -- | - | -- | ------- | ------ |
| 1. | SC Riessersee | 34 | 27 | 0 | 7  | 219:131 | 54:14  |
| 2. | EV Landshut   | 34 | 22 | 2 | 10 | 218:143 | 46:22  |
| 3. | EV Füssen     | 34 | 13 | 4 | 18 | 132:172 | 30:38  |
| 4. | ECD Iserlohn  | 34 | 6  | 4 | 24 | 110:215 | 16:52  |

### Gruppe 2
|    | Klub             | Sp | S  | U | N  | Tore    | Punkte |
| -- | ---------------- | -- | -- | - | -- | ------- | ------ |
| 1. | Mannheimer ERC   | 34 | 27 | 1 | 6  | 198:88  | 55:13  |
| 2. | Berliner SC      | 34 | 20 | 1 | 13 | 200:149 | 41:27  |
| 3. | VfL Bad Nauheim  | 34 | 10 | 4 | 20 | 144:211 | 24:44  |
| 4. | ERC Freiburg (N) | 34 | 4  | 4 | 26 | 107:212 | 14:54  |

### Gruppe 3
|    | Klub              | Sp | S  | U | N  | Tore    | Punkte |
| -- | ----------------- | -- | -- | - | -- | ------- | ------ |
| 1. | Düsseldorfer EG   | 34 | 24 | 4 | 6  | 224:125 | 52:16  |
| 2. | Kölner EC (M)     | 34 | 15 | 2 | 17 | 175:162 | 32:36  |
| 3. | Duisburger SC (N) | 34 | 10 | 6 | 18 | 163:188 | 26:42  |
| 4. | SB Rosenheim      | 34 | 6  | 6 | 22 | 114:208 | 18:50  |

Abkürzungen: Sp = Spiele, S = Siege, U = Unentschieden, N = Niederlagen, (N) = Neuling, (M) = Titelverteidiger

Erläuterungen:       = Meisterrunde,       = Abstiegsrunde.

## Meisterrunde
Die Meisterrunde wurde als Einfachrunde unter Mitnahme der bisherigen Punkte ausgespielt.
|    | Klub              | Sp | S  | U | N  | Tore    | Punkte |
| -- | ----------------- | -- | -- | - | -- | ------- | ------ |
| 1. | Mannheimer ERC    | 48 | 36 | 2 | 10 | 304:196 | 74:22  |
| 2. | Düsseldorfer EG   | 48 | 33 | 5 | 10 | 286:180 | 71:25  |
| 3. | SC Riessersee     | 48 | 34 | 1 | 13 | 264:141 | 69:27  |
| 4. | EV Landshut       | 48 | 28 | 4 | 16 | 299:213 | 60:36  |
| 5. | Berliner SC       | 48 | 25 | 2 | 21 | 269:229 | 52:44  |
| 6. | Kölner EC (M)     | 48 | 20 | 2 | 26 | 253:258 | 42:54  |
| 7. | Duisburger SC (N) | 48 | 17 | 6 | 25 | 228:259 | 40:56  |
| 8. | EV Füssen         | 48 | 17 | 6 | 25 | 200:254 | 40:56  |

Abkürzungen: Sp = Spiele, S = Siege, U = Unentschieden, N = Niederlagen, (N) = Neuling, (M) = Titelverteidiger
Damit wurde der Mannheimer ERC zum ersten Mal in der Vereinsgeschichte Deutscher Meister.

## Abstiegsrunde
Die Abstiegsrunde wurde als Doppelrunde ausgespielt.
|    | Klub            | Sp | S | U | N  | Tore  | Punkte |
| -- | --------------- | -- | - | - | -- | ----- | ------ |
| 1. | VfL Bad Nauheim | 12 | 8 | 0 | 4  | 63:37 | 16:8   |
| 2. | SB Rosenheim    | 12 | 8 | 0 | 4  | 49:39 | 16:8   |
| 3. | ECD Iserlohn    | 12 | 6 | 0 | 6  | 46:50 | 12:12  |
| 4. | ERC Freiburg    | 12 | 2 | 0 | 10 | 30:62 | 4:20   |

Abkürzungen: Sp = Spiele, S = Siege, U = Unentschieden, N = Niederlagen

Erläuterungen:       = Klassenerhalt,       = Abstieg.

## Ranglisten

### Meisterschaftsrunde

#### Beste Scorer
| Spieler           | Team            | Spiele | Tore | Assists | Punkte |
| ----------------- | --------------- | ------ | ---- | ------- | ------ |
| Erich Kühnhackl   | EV Landshut     | 48     | 83   | 72      | 155    |
| Jiří Kochta       | EV Landshut     | 48     | 63   | 81      | 144    |
| Marcus Kuhl       | Mannheimer ERC  | 48     | 39   | 59      | 98     |
| Ken Krentz        | Duisburger SC   | 48     | 58   | 35      | 93     |
| Timo Sutinen      | Berliner SC     | 48     | 23   | 68      | 91     |
| Ron Andruff       | Mannheimer ERC  | 47     | 44   | 40      | 84     |
| Udo Kiessling     | Düsseldorfer EG | 48     | 39   | 44      | 83     |
| Gerd Truntschka   | Kölner EC       | 44     | 38   | 45      | 83     |
| Lothar Kremershof | Düsseldorfer EG | 41     | 23   | 57      | 80     |
| Ernst Höfner      | SC Riessersee   | 48     | 31   | 46      | 77     |

#### Beste Verteidiger
| Spieler         | Team            | Spiele | Tore | Assists | Punkte |
| --------------- | --------------- | ------ | ---- | ------- | ------ |
| Udo Kießling    | Düsseldorfer EG | 48     | 39   | 44      | 83     |
| David Chalk     | EV Landshut     | 48     | 19   | 43      | 62     |
| Ken Baird       | Duisburger SC   | 47     | 32   | 28      | 60     |
| Mike Ford       | Duisburger SC   |        | 21   | 37      | 58     |
| Seppo Lindström | Berliner SC     |        | 15   | 36      | 51     |
| Vic Stanfield   | Kölner EC       |        | 14   | 37      | 51     |

#### Zuschauerschnitt (Gesamte Saison)
| Team            | Durchschnitt |
| --------------- | ------------ |
| Düsseldorfer EG | 7920         |
| Mannheimer ERC  | 6730         |
| SC Riessersee   | 3680         |
| EV Landshut     | 3610         |
| Berliner SC     | 3375         |
| Duisburger SC   | 3190         |
| Kölner EC       | 2585         |
| EV Füssen       | 2190         |

### Abstiegsrunde

#### Beste Scorer
| Spieler  | Team            | Tore | Assists | Punkte |
| -------- | --------------- | ---- | ------- | ------ |
| Collyard | VfL Bad Nauheim | 9    | 8       | 17     |
| Pöpel    | VfL Bad Nauheim | 8    | 9       | 17     |
| Koch     | ECD Iserlohn    | 8    | 8       | 16     |
| Knihs    | VfL Bad Nauheim | 5    | 10      | 15     |
| Tuma     | ECD Iserlohn    | 3    | 12      | 15     |

#### Beste Verteidiger
| Spieler        | Team             | Tore | Assists | Punkte |
| -------------- | ---------------- | ---- | ------- | ------ |
| Machac         | SB DJK Rosenheim | 1    | 11      | 12     |
| Dieter Medicus | ECD Iserlohn     | 4    | 7       | 11     |
| Rick Alexander | VfL Bad Nauheim  | 9    | 1       | 10     |
| Scharf         | SB DJK Rosenheim | 4    | 6       | 10     |
| Keller         | SB DJK Rosenheim | 2    | 4       | 6      |

#### Zuschauerschnitt (Gesamte Saison)
| Team             | Durchschnitt |
| ---------------- | ------------ |
| VfL Bad Nauheim  | 3160         |
| ERC Freiburg     | 3030         |
| ECD Iserlohn     | 2520         |
| SB DJK Rosenheim | 1990         |

### Pokale
- Skorerpokal (Joska): Erich Kühnhackl (EV Landshut)
- Torjägerpokal (Titian): Erich Kühnhackl (EV Landshut)
- Assistentenpokal (torspo): Jiří Kochta (EV Landshut)
- Verteidigerpokal (Eishockeymagazin): Udo Kießling (Düsseldorfer EG)
- Ligadebütantenpokal (Joska): Ulrich Hiemer (EV Füssen)

## Kader des Deutschen Meisters
| Deutscher Meister Mannheimer ERC | Torhüter: Erich Weishaupt, Joachim Casper Verteidiger: Harold Kreis, Werner Jahn, Brent Meeke, Bogusław Malinowski, Norbert Mundo Angreifer: Marcus Kuhl, Ron Andruff, Holger Meitinger, Peter Obresa, Manfred Wolf, Dan Djakalovic, Peter Ascherl, Elias Vorlicek, Klaus Mangold, Jürgen Adams, Jörg Etz, Roy Roedger Cheftrainer: Heinz Weisenbach |